# مديرية جحاف

تعديل مصدري - تعديل

مديرية جحاف إحدى مديريات محافظة الضالع في جنوب اليمن. بلغ عدد سكانها 22897 نسمة عام 2004. مركز هذه المديرية مدينة السرير.

موقع مديرية جحاف في محافظة الضالع

## مراكز مديرية جحاف
- مركز العزلة
- مركز السرير
- مركز بني سعيد [3]